# Paul Mason (auteur de jeux)
 (mai 2022).
Si vous disposez d'ouvrages ou d'articles de référence ou si vous connaissez des sites web de qualité traitant du thème abordé ici, merci de compléter l'article en donnant les références utiles à sa vérifiabilité et en les liant à la section « Notes et références ».
Pour les articles homonymes, voir Paul Mason.
Paul Mason est un auteur de jeux de rôle et de livres-jeux britannique, actuellement enseignant[Quand ?] à l'Université Aichi Gakuin (en).

## Publications

### Livres-jeux
Essais
- [Mason 2004] « In Search of the Self: A Survey of the First 25 Years of Anglo-American Role-Playing Game Theory », dans Beyond Role and Play – Tools, Toys and Theory for Harnessing the Imagination, Knudepunkt/Solmukohta, 2004 (lire en ligne), p. 1-14
- [Mason 2012] « A history of RPGs : Made by fans; played by fans », Transformative Works and Cultures, no 11,‎ 2012 (lire en ligne, consulté le 20 janvier 2018)

Défis fantastiques
- Les Esclaves de l’éternité, Gallimard jeunesse, coll. « Défis fantastiques » (no 32), 1989
- L'Ancienne Prophétie, Gallimard jeunesse, coll. « Défis fantastiques » (no 42), 1991
- Les Mercenaires du Levant, Gallimard jeunesse, coll. « Défis fantastiques » (no 47), 1993
- Le Chasseur de Mages, Gallimard jeunesse, coll. « Défis fantastiques » (no 56), 1995

Robin of Sherwood Game Books
- Sword of the Templar  (ill. Russ Nicholson), Puffin Books, coll. « Robin of Sherwood Game Books » (no 2), 1987, 300 p. (ISBN 0-14-032295-7)